# Бріовіоленти
Бріовіоле́нти — мохоподібні, які енергійно розвиваються, досягають високої продуктивності, захоплюють і довго утримують територію та переважають у непорушених або мало порушених місцезростаннях, домінуючи у фітоценозах. Такі види відносяться ще до типу К-добору. До бріовіолентів належать бокоспорогонні і верхоспорогонні мохи-багаторічники. Статеве розмноження не регулярне. Характерне вегетативне розмноження, проте виводкові органи є лише в окремих видів. За життєвими формами це дернина щільна, дернина подушкоподібна, подушка, сплетіння нещільне, килим плаский.
Здатність домінувати проявляється у віолентів у формуванні різних ценозів або синузій та мікроугруповань в межах ценозу, у якому домінують інші види. Бріоіоленти у конкуренції з судинними рослинами, на відміну від бріексплерентів та бріопатієнтів можуть виходити на домінуючі позиції в різних ценозах, але частіше лише в локальних умовах деяких ценозів.
За приуроченістю видів до певного типу ценозу виділяють три групи бріовіолентних видів:
- бріовіоленти лісові
- бріовіоленти степові
- бріовіоленти болотні.

До бріовіолентів лісових належать такі види мохів, як Polytrichum piliferum, P. juniperinum, P. commune, Dicranum polysetum, Pleurozium schreberi та ін. До бріовіолентів степових належать Syntrichia ruralis, Abitinella abietina, Homalothecium lutescens, Brachythecium campestre та ін. До бріовіолентів болотних належать Drepanocladus aduncus, D. sendtneri, Callergon giganteum, Climacium dendroides, Sphagnum palustre, S. squarrosum та ін.
Крім бріовіолентів розрізняють також бріоексплеренти та бріопатієнти.